# Клушка, марамурешка и салашка митрополија
Клушка, марамурешка и салашка митрополија (рум. Mitropolia Clujului, Maramureșului și Sălajului) је митрополија Румунске православне цркве. Седиште митрополије је у Клуж-Напоки где се налази Митрополијска саборна црква. Јурисдикција митрополија обухвата северни део Трансилваније.
Од оснивања до 2012. године званичан назив митрополије био је Клушка, албска, кришанска и марамурешка митрополија (рум. Mitropoliei Clujului, Albei, Crișanei și Maramureșului).

## Историја
Пре оснивања Клушке, марамурешке и салашке митрополије, подручје митрополије је било под јурисдикцијом Ердељске митрополије. Одлука о оснивању нове митрополије донета је на заседању Синода 4. новембра 2005. године. На седници Националног црквеног сабора 18. јануара 2006. године, дефинисан је назив, територија и место у диптиху, а 1. марта је одобрено укључивање у Статут о организацији и функционисању Румунске православне цркве. На празник Благовести, 25. марта 2006. године, Бартоломеу је уздигнут у чин митрополита и тако постао први митрополит клушки, албски, кришански и марамурешки.
Након смрти митрополита Бартоломеуа, нови митрополит постао је Андреј Андреикуц који је устоличен 25. марта 2011. године у Митрополијској саборној цркви у Клуж-Напоки од стране патријарха Данијела.
Синод Румунске православне цркве је 17. фебруара 2012. донео одлуку да две епархије Клушке, албске, кришанске и марамурешке митрополије и једна епархија Банатске митрополије пређу под јурисдикцију Ердељске митрополије. Територијалном реорганизацијом митрополије, Архиепископија албајулијска и Епархија великоварадинска постале су део Ердељске митрополије, а истовремено је промењен назив митрополије у Клушка, марамурешка и салашка митрополија.

## Митрополити
Митрополити клушки, марамурешки и салашки су били:
- Бартоломеу Ананија (25. март 2006 — 31. јануар 2011)
- Андреј Андреикуц (25. март 2011 —)

## Епархије
Клушка, марамурешка и салашка митрополија се састоји из једне архиепископије и две епархије.
| Назив епархије                          | Румунски назив | Седиште     | Архијереј          |
| --------------------------------------- | -------------- | ----------- | ------------------ |
| Архиепископија вадска, фељачка и клушка |                | Клуж-Напока | Андреј (Андреикуц) |
| Епархија марамурешка и сатмарска        |                | Баја Маре   | Јустин (Ходеа)     |
| Епархија салашка                        |                | Залау       | Бенедикт (Веса)    |